# Az 50 legbefolyásosabb magyar nő (Forbes)
A Forbes magazin 2015 óta minden évben összeállítja az 50 legbefolyásosabb magyar nő listáját.

## Az összeállítás módszertana
Az összeállításnál a "befolyás" azt jelenti, hogy az adott személy mekkora hatással van a cégére, a környezetére, a társadalomra.
Négy kategóriában állítanak fel rangsort: üzlet, média, közélet, kultúra.

## 2025

### Üzlet
1. Hegedüs Éva, elnök-vezérigazgató – Gránit Bank Nyrt.; a Magyar Bankszövetség és a Menedzserek Országos Szövetségének elnökségi tagja; a Magyar Közgazdasági Társaság főtitkára[1]
2. Balogh Gabriella, társtulajdonos – Net Média Zrt. (a Portfolio.hu kiadója); tulajdonos – Step Consulting Kft., Goodstep Consulting Kft.; társtulajdonos – Brain Bar Kft., külső igazgatósági tag – OTP Bank, igazgatósági tag – Richter Gedeon Nyrt.[2]
3. Walter Katalin, vezérigazgató – Budapesti Közlekedési Központ (BKK)[3]
4. Czakó Borbála, a Hungarian Business Leaders Forum (HBLF) tiszteletbeli elnöke; HBLF Női Vezetők Fóruma elnöke; az Institute of Directors (IoD) Magyarország alapító elnöke; igazgatósági tag – GYSEV Zrt., Nemzeti Ménesbirtok és Tangazdaság Zrt.; tanácsadótestületi elnök – 4iG Nyrt.[4]
5. Orbán Ráhel, ügyvezető – BDPST Koncept Kft.; alapító, tulajdonos – Odu Store[5]
6. Istenesné Solti Andrea, igazgatósági elnök, kelet-közép-európai HR-igazgató – Shell Hungary Zrt.; Hungarian Business Leaders Forum (HBLF) elnöke; az Institute of Directors (IoD) tagja; az EY Év üzletembere program bírálóbizottságának független tagja[6]
7. Heiszler Gabriella, elnök-ügyvezető – SPAR Magyarország[7]
8. Pistyur Veronika, társalapító, partner – Oktogon Ventures; ügyvezető – Bridge Budapest; társalapító; igazgatósági tag – Startup Hungary[8]
9. Blaskó Nikoletta, alapító-tulajdonos, ügyvezető – ACG Reklámügynökség[9]
10. Juvancz Bea, ügyvezető igazgató – BlackRock Hungary[10]
11. Orbán Anita, globális kormányzati kapcsolatokért és ESG-ért felelős igazgató – Vodafone Group (London)[11]
12. Daradics Kinga, ügyvezető igazgató – eMag Magyarország Kft.[12]
13. Liptay Gabriella, marketing és kommunikációs igazgató – KPMG Hungary[13]
14. Fábián Ágnes, ügyvezető igazgató – Henkel Magyarország[14]
15. Bánhegyi Zsófia, kereskedelmi igazgató – Szerencsejáték Zrt.[15]
16. Ungár Anna, elnök-vezérigazgató – Budapest Ingatlan Hasznosítási és Fejlesztési Nyrt. (BIF) [16]
17. Hermann Kamilla, partner, kisebbségi tulajdonos – Indotek Group [17]
18. Varga Eszter, társtulajdonos, igazgatósági tag – Pannonhitel Zrt.[18]
19. Buday Kollárik Tímea, ügyvezető igazgató – Menedzserszövetség, Joint Venture Szövetség[19]
20. Jamniczky Tímea, vezérigazgató – JCDecaux Hungary Zrt.[20]

### Média
1. Vidus Gabriella, vezérigazgató, RTL Magyarország (M-RTL Zrt.)[21]
2. Lenkei Mirtill, elnök, Nemzeti Kommunikációs Hivatal[22]
3. Kálmán Erika, vezérigazgató, Mediaworks Hungary Zrt.[23]
4. Lipták Tímea, Women and Lifestyle üzletágvezető, a női digitális- és magazinüzletág igazgatója, a vezetői testület tagja, Central Médiacsoport Zrt.[24]
5. Pácsonyi Daniella, New Business divízió vezetője, kreatív és kommunikációs igazgató, a vezetői testület tagja, Central Médiacsoport Zrt., , Varga Zoltán élettársa[25]
6. D. Tóth Kriszta, alapító, kreatív igazgató, társtulajdonos, WMN.hu[26]
7. Várkonyi Andrea, alapító-tulajdonos, Whitedog Media Kft.; igazgatósági tag, TV2 Zrt., Mészáros Lőrinc felesége[27]
8. Csikesz Erika, értékesítési és digitális igazgató, TV2 Média Csoport[28]
9. Hámori Barbara, alapító, tulajdonos, producer, Scripted Productions[29]
10. Máté Krisztina palapító-tulajdonos, producer, Magyar Film- és Média Akadémia Kft.[30]

### Közélet
(zárójelben a változás az előző évhez képest)
1. Lévai Anikó, Orbán Viktor felesége, az Magyar Ökumenikus Segélyszervezet jószolgálati nagykövete, a Magyar Konyha szerkesztőbizottságának elnöke (0)[31]
2. Schmidt Mária, miniszterelnöki főtanácsadó, a Terror Háza Múzeum főigazgatója, a 20. és 21. Század Intézet főigazgatója, a Közép- és Kelet-európai Történelem és Társadalom Kutatásáért Közalapítvány vezetője, cégtulajdonos (BIF Nyrt) (0)[32]
3. Pottyondy Edina, közéleti influenszer, youtuber, stand-up humorista, expolitikus (+1)[33]
4. Dúró Dóra, Az Országgyűlés alelnöke, a Mi Hazánk Mozgalom elnökhelyettese és frakcióvezetője (+1)[34]
5. Baranyi Krisztina, Ferencváros független polgármestere (+3)[35]
6. Kaminski Fanny, Orbán Viktor sajtótanácsadója, közösségi médiaoldalainak kezelője (-3)[36]
7. Dobrev Klára, a Demokratikus Koalíció EP-képviselője (0)[37]
8. Szentkirályi Alexandra, a Fidesz–KDNP fővárosi frakcióvezetője (+3)[38]
9. Bódis Kriszta, a író, pszichológus, dokumentumfilmes, civil szervezeti vezető, a Tisza Párt társadalompolitikai szaktanácsadója (új)[39]
10. Mager Andrea, a Monetáris Tanács tagja, a Szerencsejáték Zrt. volt elnök-vezérigazgatója (-1)[40]

### Kultúra
1. Kolosi Beáta, vezérigazgató-résztulajdonos, Líra Könyv Zrt.[41]
2. Udvaros Dorottya, színész, zöld aktivista[42]
3. Ráskó Eszter, humorista, standupos, rádiós, cégvezető, pszichológus, szexuálpszichológus[43]
4. Rozgonyi-Kulcsár Viktória, színházi menedzser, Jurányi Ház, Füge Egyesület, Átrium[44]
5. Petrányi Viktória, producer, alapító-résztulajdonos, Proton Cinema[45]
6. Oszkó-Jakab Natália, fesztiváligazgató, tulajdonos, Művészetek Völgye Fesztivál; igazgatósági tag, Európai Fesztiválszövetség[46]
7. Kováts Adél igazgató, Radnóti Színház[47]
8. Szabados Ági, televíziós műsorvezető; kiadó- és könyvesbolt-tulajdonos, Libertine[48]
9. Orvos-Tóth Noémi, klinikai szakpszichológus, a Transzgenerációs Trauma Intézet alapítója, író[49]
10. Erdődy Orsolya, menedzser-igazgató, Budapesti Fesztiválzenekar[50]
11. Karikó Katalin, biokémikus, Nobel-díjas kutató[51]

## 2024

### Közélet
1. Lévai Anikó, Orbán Viktor felesége, az Magyar Ökumenikus Segélyszervezet jószolgálati nagykövete, a Magyar Konyha szerkesztőbizottságának elnöke
2. Schmidt Mária, cégtulajdonos, a Terror Háza Múzeum főigazgatója, a 20. és 21. Század Intézet főigazgatója, a Közép- és Kelet-európai Történelem és Társadalom Kutatásáért Közalapítvány vezetője
3. Kaminski Fanny, Orbán Viktor sajtótanácsadója, közösségi médiaoldalainak kezelője, Habony Árpád volt felesége
4. Pottyondy Edina, közéleti influenszer, youtuber, stand-up humorista, expolitikus
5. Dúró Dóra, Az Országgyűlés alelnöke, a Mi Hazánk Mozgalom elnökhelyettese és frakcióvezető-helyettese
6. Donáth Anna, a Momentum Mozgalom, EP-listavezetője és képviselője]][52]
7. Dobrev Klára, a Demokratikus Koalíció EP-képviselője, 2024-es listavezetője, a párt árnyékminiszterelnöke
8. Baranyi Krisztina, Ferencváros független polgármestere
9. Mager Andrea, egykori tárca nélküli miniszter, a Szerencsejáték Zrt. elnök-vezérigazgatója
10. Pardavi Márta, jogász, emberi jogi aktivista, a Magyar Helsinki Bizottság társelnöke[53]
11. Szentkirályi Alexandra, a  Fidesz főpolgármester-jelöltje, kormányszóvivő

## 2020
(zárójelben a változás az előző évhez képest)

### Üzlet
1. Hegedüs Éva, a Gránit Bank többségi tulajdonosa és elnök-vezérigazgatója, a Takarék Jelzálogbank Nyrt. igazgatóságának külső tagja, a Magyar Bankszövetség elnökségi tagja, a Magyar Közgazdasági Társaság főtitkára (0)
2. Dávid Ilona, a Volánbusz Zrt. elnök-vezérigazgatója, a Volán Buszpark Kft. ügyvezető igazgatója, a GYSEV Zrt. igazgatósági tagja (0)
3. Heiszler Gabriella, a SPAR Magyarország ügyvezető igazgatója (+1)
4. Pandurics Anett, a Magyar Posta Biztosító elnök-vezérigazgatója, a Magyar Biztosítók Szövetsége (MABISZ) elnöke, a Richter Nyrt. igazgatósági tagja, a MOL felügyelőbizottsági tagja, több szakmai lap szerkesztőbizottságának tagja (-1)|
5. Solti Andrea, a Shell Hungary Zrt. igazgatósági elnöke, a Hungarian Business Leaders Forum (HBLF) igazgatósági tagja (új)
6. Fábián Ágnes, a Henkel Magyarország ügyvezető igazgatója, az Adhesive Technologies üzletágvezetője (+1)
7. Mészáros Beatrix, az Opus Global Nyrt. igazgatósági elnöke, a Talentis Group Zrt. és a Hunguest Hotels Szállodaipari Zrt. igazgatósági tagja, a Fejér B.Á.L Zrt. társtulajdonosa (+12)
8. Walter Katalin, a Budapesti VÁrosüzemeltetési Holding (BVH) vezérigazgatója, a Világszép Alapítvány kuratóriumi tagja (új)
9. Balogh Gabriella, a Step Consulting és Good Step Consulting, tulajdonosa, a Net Média és Brain Bar társtulajdonosa (-1)
10. Blaskó Nikoletta, az ACG Reklámügynökség alapító-tulajdonosa és ügyvezetője, a Magyarországi Kommunikációs Ügynökségek Szövetsége (Maksz) elnöke (+6)
11. Czakó Borbála, a Hungarian Business Leaders Forum (HBLF) elnöke, a Nemzeti Ménesbirtok és Tangazdaság igazgatósági tagja, a Provident Társadalmi Hasznosság díj kuratóriumának elnöke, az Institute of Directors (IoD) magyarországi elnöke(-2)
12. Ungár Anna, a Budapest Ingatlan Hasznosítási és Fejlesztési Nyrt. (BIF) igazgatótanácsi elnöke és résztulajdonosa, a Pió-21 Kft. társtulajdonosa (új)
13. Szörényi Beáta, a Sanofi-Aventis Zrt. vezérigazgatója, a vény nélkül kapható termékek üzletágának vezetője, a Chinoin Zrt. igazgatósági tagja, a Magyarországi Gyógyszergyártók Országos Szövetségének elnökségi tagja (-2)
14. Szabó Melinda, a Magyar Telekom kereskedelmi vezérigazgató-helyettese (új)
15. Kárpát Krisztina, a Bayer Hungária gazdasági és ügyvezető igazgatója, a Német-Magyar Ipari és Kereskedelmi Kamara tanácsadó testületének tagja (-1)
16. Kádár Gabriella, a CIG Pannónia Életbiztosító Nyrt. vezérigazgatója, a CIG Pannónia Általános Biztosító (EMABIT) elnöke-vezérigazgatója (-1)
17. Beke Zsuzsa, a Richter Gedeon PR-ért és kormányzati kapcsolatokért felelős igazgatója (-7)
18. Haraszti Judit, az E.ON Észak-dunántúli Áramhálózati Zrt. vezérigazgatója, a Dél-dunántúli és Tiszántúli Áramhálózati Zrt. vezérigazgató-helyettese, az E.ON Közép- és Dél-dunántúli Gázhálózati Zrt. vezérigazgató-helyettese (-5)
19. Hardy Ilona, az Aranykor Önkéntes Nyugdíjpénztár alapító és IT elnöke, a Richter Gedeon igazgatósági tagja, a Magyar Atlanti Tanács elnöke, a BOM a Magyar Sportért Közhasznú Alapítvány felügyelőbizottsági tagja, a MOB független etikai bizottságának tagja, az Önkéntes Pénztárak Országos Szövetsége (ÖPOSZ) elnökségi tagja, a Magyar Tehetségsegítő Szervezetek Szövetsége (Matehetsz) nagykövete (új)
20. Zolnay Judit, a Metlife Biztosító vezérigazgatója, a Mabisz elnökségi tagja, board tag a United Way Alapítványnál, a HBLF Női vezető klubjának tagja, szervezője az Egyenlítő Önbizalom Körének, a SEED üzleti iskola keretein belül fiatal vezetők mentora (visszatérő)

### Média
1. Vidus Gabriella, az RTL Klub vezérigazgatója, a Magyar Reklámszövetség alelnöke (0)
2. Halkó Gabriella, a TV2 gazdasági és stratégiai igazgatója (0)
3. D. Tóth Kriszta, a WMN alapító-tulajdonos főszerkesztője (+2)
4. Vékási Andrea, a Nők Lapja portfólióigazgatója és főszerkesztője (+3)
5. Lipták Tímea, a Centrál Média magazinüzletág igazgatója és a vezetői testület tagja, a Nemzeti Olvasottság Kutatás (NOK) felügyelő testületének tagja (új)
6. Kökény-Szalai Vivien, a TV 2 hírigazgatója (-2)
7. Rácz Brigitta, a Femina Media portfólióigazgatója, az Indamedia nőiportfólió-lapigazgatója (+1)
8. Hámori Barbara, a Scripted Productions ügyvezető-tulajdonosa, a Contentlab and Factory showrunner és producere (+2)
9. Kende-Hofherr Krisztina, a TMC Management tulajdonosa és menedzsere (-3)
10. Rajki Annamária, a Magyar Telekom Nyrt. TV és entertainment-igazgatója (új)

### Közélet
1. Novák Katalin, család- és ifjúságügyért felelős államtitkár, a Fidesz alelnöke, országgyűlési képviselő (+5)
2. Orbán Ráhel, Orbán Viktor miniszterelnök lánya (+2)
3. Varga Judit, igazságügyminiszter (+6)
4. Bártfai-Mager Andrea, a nemzeti vagyon kezeléséért felelős tárca nélküli miniszter (-3)
5. Schmidt Mária, a „30 éve szabadon” emlékév koordinálásáért felelős kormánybiztos, a Terror Háza Múzeum főigazgatója, a Közép- és Kelet-európai Történelem és Társadalom Kutatásáért Közalapítvány (KKETTK) kuratóriumi tagja (-3)
6. Lévai Anikó, Orbán Viktor miniszterelnök felesége, a Magyar Ökumenikus Segélyszervezet jószolgálati nagykövete(-1)
7. Dobrev Klára, az Európai Parlament alelnöke, EP-képviselő, Gyurcsány Ferenc volt miniszterelnök felesége (visszatérő)
8. Tüttő Kata, Budapest Városüzemeltetési főpolgármester-helyettese, az MSZP elnökségi tagja (új)
9. Karas Monika, a Nemzeti Média- és Hírközlési Hatóság elnöke, Médiatanács elnöke, a Magyar Média Mecenatúra Program koordinátora, a BEREC alelnöke (-2)
10. Pardavi Márta, a Magyar Helsinki Bizottság társelnöke (-2)

### Kultúra
1. Kolosi Beáta, a Líra Könyv Zrt. vezérigazgatója (+1)
2. Spengler Katalin műgyűjtő (-1)
3. Kováts Adél színésznő, a Radnóti Színház igazgatója (+3)
4. Fabényi Julia, a Ludwig Múzeum igazgatója, a PTE MK Doktori Iskola elméleti társ-témavezetője (+1)
5. Virág Judit, a Virág Judit Galéria és Aukciósház tulajdonosa (-1)
6. Enyedi Ildikó filmrendező, a Színház- és Filmművészeti Egyetem oktatója, a Magyar Játékfilmrendezők Egyesületének elnökségi tagja (+3)
7. Maurer Dóra képzőművész, a Széchenyi Irodalmi és Művészeti Akadémia elnöke, a Magyar Képzőművészeti Egyetem Doktori Iskolájának professor emeritája (+1)
8. Eszenyi Enikő, a Vígszínház igazgatója (-1)
9. Mécs Mónika Inforg-M&M Film Kft. producere (új)
10. Keserü Ilona képzőművész (0)

## 2019
(zárójelben a változás az előző évhez képest)

### Üzlet
1. Hegedüs Éva, a Gránit Bank elnök-vezérigazgatója és többségi tulajdonosa, a Takarék Jelzálogbank Nyrt. igazgatóságának külső tagja, a Magyar Bankszövetség elnökségi tagja (+1)
2. Dávid Ilona, a Volánbusz Zrt. és DAKK Zrt. elnök-vezérigazgatója (-1)
3. Pandurics Anett, a Magyar Posta Biztosító és a Magyar Posta Életbiztosító elnök-vezérigazgatója, a Magyar Biztosítók Szövetsége (MABISZ) elnöke, a Richter Nyrt. igazgatósági tagja, több szakmai lap szerkesztőbizottságának tagja (+3)
4. Heiszler Gabriella, a SPAR Magyarország ügyvezető igazgatója (0)
5. Csomai Kamilla, a MAVIR Zrt. vezérigazgatója (0)
6. Bujdosó Andrea, a Shell Hungary igazgatósági elnöke (+1)
7. Fábián Ágnes, a Henkel Magyarország ügyvezető igazgatója, az Adhesive Technologies üzletágvezetője (-4)
8. Balogh Gabriella, a Step Consulting és Good Step Consulting, tulajdonosa, a Net Média és Brain Bar társtulajdonosa (0)
9. Czakó Borbála, a Hungarian Business Leaders Forum (HBLF) elnöke, a Nemzeti Ménesbirtok és Tangazdaság igazgatósági tagja (+6)
10. Beke Zsuzsa, a Richter Gedeon PR- és kormányzati kapcsolatokért felelős igazgatója (0)
11. Szörényi Beáta, a Sanofi-Aventis vezérigazgatója, a vény nélkül kapható termékek üzletágának vezetője, a Chinoin Zrt. igazgatósági tagja (+1)
12. Heal Edina, a Republic Group operatív igazgatója, az Egyenlítő Alapítvány alapítója és kuratóriumi tagja (visszatérő)
13. Haraszti Judit, az E.ON Észak-dunántúli Áramhálózati Zrt. vezérigazgatója, a Dél-dunántúli és Tiszántúli Áramhálózati Zrt. vezérigazgató-helyettese, az E.ON Közép- és Dél-dunántúli Gázhálózati Zrt. vezérigazgató-helyettese (-2)
14. Kárpát Krisztina, a Bayer Hungária gazdasági és ügyvezető igazgatója (-1)
15. Kádár Gabriella, a CIG Pannónia Életbiztosító vezérigazgatója, a CIG Pannónia Általános Biztosító elnöke (+2)
16. Blaskó Nikoletta, az ACG Reklámügynökség alapító-tulajdonosa és ügyvezetője, a Magyarországi Kommunikációs Ügynökségek Szövetsége (Maksz) elnöke, a Magyar Reklámszövetség elnökségi tagja, a Bridge Fundn tagja (visszatérő)
17. Carra Anita, a One Magyarország lakossági üzletágért felelős vezérigazgató-helyettese (-1)
18. Lippai-Nagy Írisz, az Amerikai Kereskedelmi Kamara (AmCham) ügyvezetője (visszatérő)
19. Mészáros Lőrincné Kelemen Beatrix Csilla, a Konzum PE Magántőkealap társtulajdonosa, az Opus Global Nyrt. igazgatósági elnöke, az Agrosystem Zrt., felügyelőbizottsági tagja, a Búzakalász 66 Felcsút Kft. társasági tagja, a Flamingo 24 Kft. ügyvezetője, a Hungarikum Biztosítási Alkusz Kft. társasági tagja, a Mészáros Építőipari Holding Zrt. társtulajdonosa, a Mészáros Gasztro Kft. társtulajdonosa, a Puskás Ferenc Sport Hotel Nonprofit Kft. ügyvezetője (új)
20. Horváth-Magyary Nóra, a K&H Bank kommunikációs ügyvezető igazgatója (0)

### Média
1. Vidus Gabriella, az RTL Klub vezérigazgatója, a Magyar Reklámszövetség alelnöke (0)
2. Halkó Gabriella, a TV2 gazdasági és stratégiai igazgatója, a Ridikül Magazin Kft. ügyvezetője, a Századvég Gazdaságkutató Zrt. valamint a TV2-nek műsorokat gyártó IKO Holding Kft. felügyelőbizottsági tagja, a Museum Mandala Kft. és a Zsendice Gasztro Kft. tulajdonosa, az Art & Title Produkciós Kft. valamint a Mátrix Produkció társtulajdonosa (0)
3. Mészáros Kinga, a Central Médiacsoport stratégiai vezérigazgató-helyettese (+1)
4. Kökény-Szalai Vivien, a TV 2 hírigazgatója (+1)
5. D. Tóth Kriszta, a WMN alapító-tulajdonos főszerkesztője (+3)
6. Kende-Hofherr Krisztina, a TMC Management tulajdonosa, a Ken Media, többségi tulajdonosa (+1)
7. Vékási Andrea, a Nők Lapja portfólióigazgatója és főszerkesztője (-1)
8. Rácz Brigitta, a Femina Media portfólióigazgatója, az Indamedia nőiportfólió-lapigazgatója (új)
9. Máté Krisztina producer, a Forró Nyomon Kft. tulajdonos-ügyvezetője (új)
10. Hámori Barbara, a Content Factory ügyvezetője, a Scripted Productions tulajdonos-ügyvezetője (új)

### Közélet
1. Bártfai-Mager Andrea, a nemzeti vagyon kezeléséért felelős tárca nélküli miniszter (+4)
2. Schmidt Mária, a „30 éve szabadon” emlékév koordinálásáért felelős kormánybiztos, a Terror Háza Múzeum főigazgatója, a Közép- és Kelet-európai Történelem és Társadalom Kutatásáért Közalapítvány (KKETTK) kuratóriumi tagja (0)
3. Handó Tünde, az Országos Bírósági Hivatal (OBH) elnöke (0)
4. Orbán Ráhel, Orbán Viktor miniszterelnök lánya (0)
5. Lévai Anikó, Orbán Viktor miniszterelnök felesége, az Ökumenikus Segélyszervezet jószolgálati nagykövete, a Magyar Konyha folyóirat szerkesztőbizottságának tagja (-4)
6. Novák Katalin, család- és ifjúságügyért felelős államtitkár, a Fidesz alelnöke, országgyűlési képviselő (0)
7. Karas Monika, a Nemzeti Média- és Hírközlési Hatóság elnöke, Médiatanács elnöke, a Magyar Média Mecenatúra Program koordinátora (0)
8. Pardavi Márta, a Magyar Helsinki Bizottság társelnöke (visszatérő)
9. Varga Judit, az európai uniós kapcsolatokért felelős államtitkár (új)
10. Szemereyné Pataki Klaudia, Kecskemét polgármestere (Fidesz–KDNP) (új)

### Kultúra
1. Havas Ágnes, a Magyar Nemzeti Filmalap vezérigazgatója (0)
2. Kolosi Beáta, a Líra Könyv Zrt. vezérigazgatója (0)
3. Spengler Katalin műgyűjtő (0)
4. Virág Judit, a Virág Judit Galéria és Aukciósház tulajdonosa (0)
5. Fabényi Julia, a Ludwig Múzeum igazgatója, a Velencei Biennále nemzeti biztosa (+1)
6. Kováts Adél színésznő, a Radnóti Színház igazgatója (+2)
7. Eszenyi Enikő, a Vígszínház igazgatója (+2)
8. Maurer Dóra festőművész, a Széchenyi Irodalmi és Művészeti Akadémia elnöke (-1)
9. Enyedi Ildikó filmrendező, a Színház- és Filmművészeti Egyetem tanára (-4)
10. Keserü Ilona képzőművész (új)

### Forbes arcok – Akikre érdemes figyelnünk
(2019-ben a lista egy új kategóriával bővült)
- Gyurkó Szilvia gyermekjogi szakértő, a Hintalovon Alapítvány alapítója
- L. Ritók Nóra, az Igazgyöngy Alapítvány alapítója
- Liptay Gabriella, a KPMG Hungária marketing- és kommunikációs igazgatója
- Mészáros Antónia, az UNICEF hazai ügyvezető igazgatója
- Pataki Ági modell, manöken, Balázs Béla-díjas filmproducer
- Pistyur Veronika, az Octogon Ventures alapító-tulajdonosa és ügyvezetője, a Bridge Budapest Egyesület ügyvezető igazgatója
- Polgár Judit olimpiai bajnok, nemzetközi sakknagymester, a Polgár Judit Sakk Alapítvány a Képességfejlesztésért szervezet létrehozója
- Székely Kriszta, a Katona József Színház rendezője
- Ürge-Vorsatz Diána fizikus, a Nobel-békedíjas Éghajlat-változási Kormányközi Testület (IPCC) mérsékléssel foglalkozó munkacsoportjának egyik alelnöke
- Walter Katalin, az Allianz kelet-közép-európai vezérigazgató, a Világszép Alapítvány társalapítója és kuratóriumi tagja

## 2018
(zárójelben a változás az előző évhez képest)

### Üzlet
1. Dávid Ilona, a MÁV elnök-vezérigazgatója (0)
2. Hegedűs Éva, a Gránit Bank elnök-vezérigazgatója és többségi tulajdonosa, a Magyar Bankszövetség elnökségi tagja (+1)
3. Fábián Ágnes, a Henkel Magyarország ügyvezető igazgatója (-1)
4. Heiszler Gabriella, a SPAR Magyarország ügyvezető igazgatója (0)
5. Csomai Kamilla, a MAVIR Zrt. vezérigazgatója (+2)
6. Pandurics Anett, a Magyar Posta Biztosító és a Magyar Posta Életbiztosító elnök-vezérigazgatója, a Magyar Biztosítók Szövetsége (MABISZ) elnöke˙(+3)
7. Bujdosó Andrea, a Shell Hungary igazgatósági elnöke (+6)
8. Balogh Gabriella, a Net Média tulajdonosa (+3)
9. Tátrai Bernadett, a Fundamenta Lakáskassza elnök-vezérigazgatója (+3)
10. Beke Zsuzsa, a Richter Gedeon PR- és kormányzati kapcsolatokért felelős igazgatója (0)
11. Haraszti Judit, az E.ON vezérigazgatója (+3)
12. Szörényi Beáta, a Sanofi-Aventis országigazgatója (új)
13. Kárpát Krisztina, a Bayer Hungária gazdasági és ügyvezető igazgatója (+2)
14. Oppenheim Klára, az Oppenheim Ügyvédi Iroda tulajdonosa (új)
15. Czakó Borbála, a Hungarian Business Leaders Forum (HBLF) elnöke (+2)
16. Carra Anita, a One Magyarország lakossági üzletágért felelős vezérigazgató-helyettese (visszatérő)
17. Kádár Gabriella, a CIG Pannónia Életbiztosító vezérigazgatója, a CIG Pannónia Általános Biztosító elnöke (új)
18. Zolnay Judit, a Metlife Biztosító vezérigazgatója (visszatérő)
19. Szentkuti Gabriella, a Microsoft Magyarország ügyvezető igazgatója (új)
20. Horváth-Magyary Nóra, a K&H Bank kommunikációs ügyvezető igazgatója (visszatérő)

### Média
1. Vidus Gabriella, az RTL Klub vezérigazgatója (0)
2. Halkó Gabriella, a TV2 gazdasági és stratégiai igazgatója (0)
3. Király Mária, a Ringier Axel Springer Magyarország operatív igazgatója (új)
4. Mészáros Kinga, a Central Médiacsoport stratégiai vezérigazgató-helyettese (új)
5. Kökény-Szalai Vivien, a TV 2 hírigazgatója (visszatérő)
6. Vékási Andrea, a Nők Lapja portfólióigazgatója és főszerkesztője (-2)
7. Kende-Hofherr Krisztina, a TMC Management tulajdonosa (0)
8. D. Tóth Kriszta, a WMN alapító-főszerkesztője (+1)
9. Kis Eleonóra, a Bors lapigazgatója (új)
10. Kálmán Olga, a Hír TV műsorvezetője (-5)

### Közélet
1. Lévai Anikó, Orbán Viktor miniszterelnök felesége (0)
2. Schmidt Mária, a Terror Háza Múzeum főigazgatója, a Budapest Ingatlan Nyrt. tulajdonosa (+3)
3. Handó Tünde, az Országos Bírósági Hivatal (OBH) elnöke (+1)
4. Orbán Ráhel, Orbán Viktor miniszterelnök lánya (új)
5. Bártfai-Mager Andrea, a postaügyért és nemzeti pénzügyi szolgáltatásért felelős kormánybiztos (+1)
6. Novák Katalin, a Fidesz alelnöke, az EMMI államtitkára (új)
7. Karas Monika, a Nemzeti Média- és Hírközlési Hatóság elnöke (-4)
8. Hosszú Katinka olimpiai bajnok úszó, az Iron Corporation Kft. tulajdonosa (-1)
9. Szél Bernadett, az LMP miniszterelnök-jelöltje (új)
10. Sárosdi Lilla színész, a Metoo magyarországi elindítója (új)

### Kultúra
1. Havas Ágnes, a Magyar Nemzeti Filmalap vezérigazgatója (0)
2. Kolosi Beáta, a Líra Könyv Zrt. vezérigazgatója (új)
3. Spengler Katalin műgyűjtő (-1)
4. Virág Judit, a Virág Judit Galéria és Aukciósház tulajdonosa (+2)
5. Enyedi Ildikó filmrendező, a Színház- és Filmművészeti Egyetem tanára (új)
6. Fabényi Julia, a Ludwig Múzeum igazgatója (+2)
7. Maurer Dóra festőművész, a Széchenyi Irodalmi és Művészeti Akadémia elnöke (új)
8. Kováts Adél színésznő, a Radnóti Színház igazgatója (új)
9. Eszenyi Enikő, a Vígszínház igazgatója (-6)
10. Csanádi Judit látványtervező, a Magyar Képzőművészeti Egyetem rektora (új)

## 2017
(zárójelben a változás az előző évhez képest)

### Üzlet
1. Dávid Ilona, a MÁV elnök-vezérigazgatója (+2)
2. Fábián Ágnes, a Henkel Magyarország ügyvezető igazgatója(+5)
3. Hegedűs Éva, a Gránit Bank elnök vezérigazgatója, résztulajdonosa, a Magyar Bankszövetség elnökségi tagja (+3)
4. Heiszler Gabriella, a SPAR Magyarország ügyvezető igazgatója (+5)
5. Heal Edina, a Google Magyarország country directora (+8)
6. Katona Ildikó, az MKB Bank vezérigazgató-helyettese (-2)
7. Csomai Kamilla, a MAVIR Zrt. vezérigazgatója (+4)
8. Bánhegyi Zsófia, a Magyar Turisztikai Ügynökség vezérigazgató-helyettese (-3)
9. Pandurics Anett, a Magyar Posta Biztosító elnök-vezérigazgatója, a Magyar Biztosítók Szövetsége (MABISZ) elnöke˙(+5)
10. Beke Zsuzsa, a Richter Gedeon PR, kormányzati kapcsolatok és kommunikációs igazgatója (-8)
11. Balogh Gabriella, a Step Consulting tulajdonosa (-10)
12. Tátrai Bernadett, a Fundamenta-Lakáskassza Lakás-takarékpénztár elnök-vezérigazgatója (új)
13. Bujdosó Andrea, a Shell Hungary igazgatósági elnöke (új)
14. Haraszti Judit, az E.ON vezérigazgatója (új)
15. Kárpát Krisztina, a Bayer Hungária gazdasági és ügyvezető igazgatója (új)
16. Bohács Bernadett, az Ericsson Magyarország magyarországi és közép-európai HR ügyvezető igazgatója (új)
17. Czakó Borbála, a Hungarian Business Leaders Forum (HBLF) elnöke (-2)
18. Hofer Noémi, a Magyar Posta gazdasági vezérigazgató-helyettese (új)
19. Lippai-Nagy Írisz, az Amerikai Kereskedelmi Kamara (AmCham) ügyvezetője (új)
20. Friedl Zsuzsanna, a Magyar Telekom vezérigazgató-helyettese (új)

### Média
1. Vidus Gabriella, az RTL Klub vezérigazgatója (0)
2. Halkó Gabriella, a TV2 gazdasági és stratégiai igazgatója (+3)
3. Kaminski Fanny miniszterelnöki kommunikátor (0)
4. Vékási Andrea, a Nők Lapja igazgató-főszerkesztője (0)
5. Kálmán Olga, a Hír TV műsorvezetője (+1)
6. Csikesz Erika, a Sláger FM vezérigazgatója (új)
7. Kende-Hofherr Krisztina, a TMC Management tulajdonosa (új)
8. Veiszer Alinda, a Hír TV műsorvezetője (új)
9. D. Tóth Kriszta, a WMN alapító-főszerkesztője (-1)
10. Rubint Réka fitneszguru (új)

### Közélet
1. Lévai Anikó, Orbán Viktor miniszterelnök felesége (0)
2. Szemerkényi Réka, washingtoni nagykövet (0)
3. Karas Monika, a Nemzeti Média- és Hírközlési Hatóság elnöke (0)
4. Handó Tünde, az Országos Bírósági Hivatal (OBH) elnöke (0)
5. Schmidt Mária, a Terror Háza Múzeum főigazgatója (0)
6. Bártfai-Mager Andrea, a postaügyért és nemzeti pénzügyi szolgáltatásért felelős kormánybiztos (új)
7. Hosszú Katinka olimpiai bajnok úszó (új)
8. Orosz Anna, a Momentum Mozgalom elnökségi tagja (új)
9. Kapronczay Stefánia, a Társaság a Szabadságjogokért (TASZ) ügyvezető igazgatója (új)
10. Pardavi Márta, a Magyar Helsinki Bizottság társelnöke (új)

### Kultúra
1. Havas Ágnes, a Magyar Nemzeti Filmalap vezérigazgatója (+1)
2. Spengler Katalin műgyűjtő (+5)
3. Eszenyi Enikő, a Vígszínház igazgatója (-2)
4. Törőcsik Mari színész (+2)
5. Marton Éva operaénekes (új)
6. Virág Judit, a Virág Judit Galéria és Aukciósház tulajdonosa (-2)
7. Dávid Anna, a Magvető Könyvkiadó igazgatója (új)
8. Fabényi Julia, a Ludwig Múzeum igazgatója (-5)
9. Pataki Ági filmproducer, üzletasszony (0)
10. Rosta Mária producer (új)

## 2016
(zárójelben a változás az előző évhez képest)

### Üzlet
1. Balogh Gabriella, a Goodstep Consulting és a Step Consulting ügyvezetője (0)
2. Beke Zsuzsa, a Richter Gedeon PR, kormányzati kapcsolatok és kommunikációs igazgatója (0)
3. Dávid Ilona, a MÁV elnök-vezérigazgatója (új)
4. Katona Ildikó, az MKB Bank üzleti vezérigazgató-helyettese (új)
5. Bánhegyi Zsófia, a Magyar Telekom csoport kommunikációs igazgatója (új)
6. Hegedűs Éva, a Gránit Bank elnök-vezérigazgatója, résztulajdonosa, a Magyar Bankszövetség elnökségi tagja (+4)
7. Fábián Ágnes, a Henkel Magyarország ügyvezetője (-3)
8. Zolnay Judit, a Metlife Biztosító vezérigazgatója (új)
9. Heiszler Gabriella, a SPAR Magyarország ügyvezető igazgatója (+10)
10. Kővágó-Laky Andrea, a Ford Európa üzletfejlesztési vezetője (-3)
11. Csomai Kamilla, a MAVIR Zrt. vezérigazgatója (új)
12. Szentkuti Gabriella, a Microsoft Magyarország ügyvezetője (új)
13. Heal Edina, a Google Magyarország ügyvezető igazgatója (-9)
14. Pandurics Anett, a Magyar Posta Biztosító elnök-vezérigazgatója, a Magyar Biztosítók Szövetsége (MABISZ) elnöke (új)
15. Czakó Borbála, a Hungarian Business Leaders Forum (HBLF) elnöke (+2)
16. Blaskó Nikolett, az ACG Reklámügynökség tulajdonos-ügyvezetője (új)
17. Kende-Hofherr Krisztina, a TMC Management tulajdonosa (új)
18. Varga Krisztina, a Hewlett-Packard Magyarország regionális operációs igazgatója (-2)
19. Pogány Éda, a Coca-Cola Hellenic Bottling Company közkapcsolati és kommunikációs igazgatója (-8)
20. Vida Ágnes vállalkozó (-7)

### Média
1. Vidus Gabriella, az RTL Klub vezérigazgatója (0)
2. Király Mária, a Ringier Axel Springer operatív igazgatója (0)
3. Kaminski Fanny miniszterelnöki kommunikátor (új)
4. Vékási Andrea, a Nők Lapja lapigazgató-főszerkesztője (-1)
5. Halkó Gabriella, a TV2 gazdasági és stratégiai igazgatója (új)
6. Kálmán Olga, az ATV műsorvezetője (-2)
7. Kökény-Szalai Vivien, a TV2 hírigazgatója (+1)
8. D. Tóth Kriszta, a WMN alapító-főszerkesztője (új)
9. Erős Antónia, az RTL Klub szerkesztő-műsorvezetője (-3)
10. Mészáros Zsófia, a 444.hu főszerkesztő-helyettese (-3)

### Közélet
1. Lévai Anikó, Orbán Viktor miniszterelnök felesége (0)
2. Szemerkényi Réka, washingtoni nagykövet (0)
3. Karas Monika, a Nemzeti Média- és Hírközlési Hatóság elnöke (0)
4. Handó Tünde, az Országos Bírósági Hivatal (OBH) elnöke (új)
5. Schmidt Mária, a Terror Háza Múzeum főigazgatója (+2)
6. Németh Lászlóné államtitkár (+2)
7. Dobrev Klára, Gyurcsány Ferenc felesége (új)
8. L. Ritók Nóra, az Igazgyöngy Alapítvány igazgatója (új)
9. Móra Veronika, az Ökotárs Alapítvány igazgatója (+1)
10. Sándor Mária aktivista (új)
11. Orbán Ráhel, Orbán Viktor miniszterelnök lánya (új)

### Kultúra
1. Eszenyi Enikő, a Vígszínház igazgatója (0)
2. Havas Ágnes, a Magyar Nemzeti Filmalap vezérigazgatója (0)
3. Fabényi Julia, a Ludwig Múzeum igazgatója (új)
4. Virág Judit, a Virág Judit Galéria és Aukciósház tulajdonosa (+3)
5. Vigh Andrea, a Liszt Ferenc Zeneművészeti Egyetem rektora (-2)
6. Törőcsik Mari színész (0)
7. Spengler Katalin műgyűjtő (új)
8. Ráckevei Anna, a Debreceni Csokonai Nemzeti Színház igazgatója (új)
9. Pataki Ági filmproducer, üzletasszony (0)
10. Jókai Anna író (-2)

## 2015

### Üzlet
1. Balogh Gabriella, a Goodstep Consulting és a Step Consulting ügyvezetője
2. Beke Zsuzsa, a Richter Gedeon PR, kormányzati kapcsolatok és kommunikációs igazgatója
3. Fábián Ágnes, a Henkel Magyarország ügyvezetője
4. Heal Edina, a Google Magyarország ügyvezetője
5. Szabó Eszter, a General Electric regionális stratégiai kommunikációs és public affairs igazgatója
6. Juvancz Bea, a Morgan Stanley ügyvezetője
7. Kővágó-Laky Andrea, a Ford Európa üzletfejlesztési vezetője
8. Stahl Judit gasztrovállalkozó
9. Horváth Krisztina, a CISCO vezérigazgatója
10. Hegedűs Éva, a Gránit Bank vezérigazgatója, a Magyar Bankszövetség elnökségi tagja
11. Pogány Éda, a Coca-Cola Hellenic Bottling Company fenntarthatósági kommunikációs igazgatója
12. Horváth-Magyary Nóra, a K&H Csoport kommunikációs ügyvezető igazgatója
13. Vida Ágnes vállalkozó
14. Iglódi-Csató Judit, a Tesco HR- és kommunikációs igazgatója
15. Kósa Erika, a Consequit tulajdonosa
16. Varga Krisztina, a Hewlett-Packard Magyarország regionális üzleti operációs igazgatója
17. Czakó Borbála, az Ernst & Young globális partnere, a Hungarian Business Leaders Forum (HBLF) elnöke
18. Carra Anita, az Unilever régiós marketingigazgatója
19. Heiszler Gabriella, a SPAR Magyarország cégvezetője
20. Rubint Réka fitneszvállalkozó

### Média
1. Vidus Gabriella, az RTL Klub vezérigazgatója
2. Király Mária, a Ringier Axel Springer operatív igazgatója
3. Vékási Andrea, a Nők Lapja lapigazgató-főszerkesztője
4. Kálmán Olga, az ATV hírigazgató műsorvezetője
5. Yvonne Dederick, a TV2 társtulajdonosa és vezérigazgató-helyettese
6. Erős Antónia, az RTL Klub műsorvezetője
7. Mészáros Zsófi, a 444.hu főszerkesztő-helyettese
8. Kökény-Szalai Vivien, a Story magazin főszerkesztője
9. Tóth Marianna, a Nemzeti Lap- és Könyvkiadó ügyvezetője
10. Óhidi Zsuzsanna, a Marquard Média Magyarország ügyvezetője

### Közélet
1. Lévai Anikó, Orbán Viktor miniszterelnök felesége
2. Szemerkényi Réka, washingtoni nagykövet
3. Karas Monika, a Nemzeti Média- és Hírközlési Hatóság elnöke
4. Vida Ildikó, a Nemzeti Adó- és Vámhivatal (NAV) elnöke
5. Geréb Ágnes szülész-nőgyógyász
6. Szalay-Bobrovniczky Alexandra budapesti főpolgármester-helyettes
7. Schmidt Mária, a Terror Háza Múzeum főigazgatója
8. Németh Lászlóné államtitkár
9. Ámon Ada, az Energiaklub igazgatója
10. Móra Veronika, az Ökotárs Alapítvány igazgatója

### Kultúra
1. Eszenyi Enikő, a Vígszínház igazgatója
2. Havas Ágnes, a Magyar Nemzeti Filmalap vezérigazgatója
3. Vigh Andrea, a Liszt Ferenc Zeneművészeti Egyetem rektora
4. Bende Zsuzsa, az A38 Hajó programszervezője
5. Zimányi Zsófia, a budapesti Fesztiválközpont és a budapesti Thália Színház igazgatója
6. Törőcsik Mari színész
7. Virág Judit üzletasszony
8. Jókai Anna író
9. Pataki Ági filmproducer, üzletasszony
10. Divényi Réka, a Magyar Nemzeti Filmalap forgatókönyv-fejlesztési igazgatója

## Változások (2015–2025)

### Üzlet
| Név                                      | 2015 | 2016 | 2017 | 2018 | 2019 | 2020 | 2021 | 2022 | 2023 | 2024 | 2025 |
| ---------------------------------------- | ---- | ---- | ---- | ---- | ---- | ---- | ---- | ---- | ---- | ---- | ---- |
| Hegedűs Éva                              | 10   | 6    | 3    | 2    | 1    | 1    | n.a. | n.a. | n.a. | 1    | 1    |
| Balogh Gabriella                         | 1    | 1    | 11   | 8    | 8    | 9    | n.a. | n.a. | n.a. | 2    | 2    |
| Walter Katalin                           | –    | –    | –    | –    | –    | 8    | n.a. | n.a. | n.a. | 3    | 3    |
| Czakó Borbála                            | 17   | 15   | 17   | 15   | 9    | 11   | n.a. | n.a. | n.a. | n.a. | 4    |
| Orbán Ráhel                              | –    | –    | –    | –    | –    | –    | n.a. | n.a. | n.a. | n.a. | 5    |
| Istenesné Solti Andrea (Solti Andrea)    | –    | 14   | 9    | 6    | 3    | 5    | n.a. | n.a. | n.a. | n.a. | 6    |
| Heiszler Gabriella                       | 19   | 9    | 4    | 4    | 4    | 3    | n.a. | n.a. | n.a. | n.a. | 7    |
| Pistyur Veronika                         | –    | –    | –    | –    | –    | –    | n.a. | n.a. | n.a. | n.a. | 8    |
| Blaskó Nikolett                          | –    | 16   | –    | –    | 16   | 10   | n.a. | n.a. | n.a. | n.a. | 9    |
| Juvancz Beáta                            | 6    | –    | –    | –    | –    | –    | n.a. | n.a. | n.a. | –    | 10   |
| Orbán Anita                              | –    | –    | –    | –    | –    | –    | n.a. | n.a. | n.a. | –    | 11   |
| Daradics Kinga                           | –    | –    | –    | –    | –    | –    | –    | –    | –    | –    | 12   |
| Liptay Gabriella                         | –    | –    | –    | –    | –    | –    | n.a. | n.a. | n.a. | n.a. | 13   |
| Fábián Ágnes                             | –    | 14   | 9    | 6    | 3    | 6    | n.a. | n.a. | n.a. | n.a. | 14   |
| Bánhegyi Zsófia                          | –    | 5    | 8    | –    | –    | –    | n.a. | n.a. | n.a. | –    | 15   |
| Ungár Anna                               | –    | –    | –    | –    | –    | 12   | n.a. | n.a. | n.a. | –    | 16   |
| Hermann Kamilla                          | –    | –    | –    | –    | –    | –    | n.a. | n.a. | n.a. | n.a. | 17   |
| Varga Eszter                             | –    | –    | –    | –    | –    | –    | n.a. | n.a. | n.a. | n.a. | 18   |
| Buday Kollárik Tímea                     | –    | –    | –    | –    | –    | –    | –    | –    | –    | –    | 19   |
| Jamniczky Tímea                          | –    | –    | –    | –    | –    | –    | n.a. | n.a. | n.a. | –    | 20   |
| Dávid Ilona                              | –    | 3    | 1    | 1    | 2    | 2    |      |      |      |      |      |
| Pandurics Anett                          | –    | 14   | 9    | 6    | 3    | 4    |      |      |      |      |      |
| Mészáros Lőrincné Kelemen Beatrix Csilla | –    | –    | –    | –    | 19   | 7    |      |      |      |      |      |
| Szörényi Beáta                           | –    | –    | –    | 12   | 11   | 13   |      |      |      |      |      |
| Szabó Melinda                            | –    | –    | –    | –    | –    | 14   |      |      |      |      |      |
| Kárpát Krisztina                         | –    | –    | 15   | 13   | 14   | 15   |      |      |      |      |      |
| Kádár Gabriella                          | –    | –    | –    | 17   | 15   | 16   |      |      |      |      |      |
| Beke Zsuzsa                              | 2    | 2    | 10   | 10   | 10   | 17   |      |      |      |      |      |
| Haraszti Judit                           | –    | –    | 14   | 11   | 13   | 18   |      |      |      |      |      |
| Hardy Ilona                              | –    | –    | –    | –    | –    | 19   |      |      |      |      |      |
| Zolnay Judit                             | –    | 8    | –    | 18   | –    | 20   |      |      |      |      |      |
| Csomai Kamilla                           | –    | 11   | 7    | 5    | 5    | –    |      |      |      |      |      |
| Bujdosó Andrea                           | –    | –    | 13   | 7    | 6    | –    |      |      |      |      |      |
| Heal Edina                               | 4    | 13   | 5    | –    | 12   | –    |      |      |      |      |      |
| Carra Anita                              | 18   | –    | –    | 16   | 17   | –    |      |      |      |      |      |
| Lippai-Nagy Írisz                        | –    | –    | 19   | –    | 18   | –    |      |      |      |      |      |
| Horváth-Magyary Nóra                     | 12   | –    | –    | 20   | 20   | –    |      |      |      |      |      |
| Oppenheim Klára                          | –    | –    | –    | 14   | –    | –    |      |      |      |      |      |
| Szentkuti Gabriella                      | –    | 12   | –    | 19   | –    | –    |      |      |      |      |      |
| Katona Ildikó                            | –    | 4    | 6    | –    | –    | –    |      |      |      |      |      |
| Bohács Bernadett                         | –    | –    | 16   | –    | –    | –    |      |      |      |      |      |
| Hofer Noémi                              | –    | –    | 18   | –    | –    | –    |      |      |      |      |      |
| Friedl Zsuzsanna                         | –    | –    | 20   | –    | –    | –    |      |      |      |      |      |
| Katona Ildikó                            | –    | 4    | –    | –    | –    | –    |      |      |      |      |      |
| Kővágó-Laky Andrea                       | 7    | 10   | –    | –    | –    | –    |      |      |      |      |      |
| Varga Krisztina                          | 16   | 18   | –    | –    | –    | –    |      |      |      |      |      |
| Pogány Éda                               | 11   | 19   | –    | –    | –    | –    |      |      |      |      |      |
| Vida Ágnes                               | 13   | 20   | –    | –    | –    | –    |      |      |      |      |      |
| Szabó Eszter                             | 5    | –    | –    | –    | –    | –    |      |      |      |      |      |
| Stahl Judit                              | 8    | –    | –    | –    | –    | –    |      |      |      |      |      |
| Horváth Krisztina                        | 9    | –    | –    | –    | –    | –    |      |      |      |      |      |
| Iglódi-Csató Judit                       | 14   | –    | –    | –    | –    | –    |      |      |      |      |      |
| Kósa Erika                               | 15   | –    | –    | –    | –    | –    |      |      |      |      |      |
| Rubint Réka                              | 20   | –    | –    | –    | –    | –    |      |      |      |      |      |

### Média
| Név                     | 2015 | 2016 | 2017 | 2018 | 2019 | 2020 | 2021 | 2022 | 2023 | 2024 | 2025 |
| ----------------------- | ---- | ---- | ---- | ---- | ---- | ---- | ---- | ---- | ---- | ---- | ---- |
| Vidus Gabriella         | 1    | 1    | 1    | 1    | 1    | 1    | n.a. | n.a. | n.a. | 1    | 1    |
| Leneki Mirtill          | –    | –    | –    | –    | –    | –    | n.a. | n.a. | n.a. | 2    | 2    |
| Kálmán Erika            | –    | –    | –    | –    | –    | –    | n.a. | n.a. | n.a. | 3    | 3    |
| Lipták Tímea            | –    | –    | –    | –    | –    | 5    | n.a. | n.a. | n.a. | 4    | 4    |
| Pácsonyi Daniella       | –    | –    | –    | –    | –    | –    | n.a. | n.a. | n.a. | n.a. | 5    |
| D. Tóth Kriszta         | –    | 8    | 9    | 8    | 5    | 3    | n.a. | n.a. | n.a. | n.a. | 6    |
| Várkonyi Andrea         | –    | –    | –    | –    | –    | –    | n.a. | n.a. | n.a. | n.a. | 7    |
| Csikesz Erika           | –    | –    | 6    | –    | –    | –    | n.a. | n.a. | n.a. | 8    | 8    |
| Hámori Barbara          | –    | –    | –    | –    | 10   | 8    | n.a. | n.a. | n.a. | n.a. | 9    |
| Máté Krisztina          | –    | –    | –    | –    | 9    | –    | n.a. | n.a. | n.a. | –    | 10   |
| Halkó Gabriella         | –    | 5    | 2    | 2    | 2    | 2    |      |      |      |      |      |
| Vékási Andrea           | 3    | 4    | 4    | 6    | 7    | 4    |      |      |      |      |      |
| Lipták Tímea            | –    | –    | –    | –    | –    | 5    |      |      |      |      |      |
| Kökény-Szalai Vivien    | 8    | 7    | –    | 5    | 4    | 6    |      |      |      |      |      |
| Rácz Brigitta           | –    | –    | –    | –    | 8    | 7    |      |      |      |      |      |
| Kende-Hofherr Krisztina | –    | –    | 7    | 7    | 6    | 9    |      |      |      |      |      |
| Rajki Annamária         | –    | –    | –    | –    | –    | 10   |      |      |      |      |      |
| Mészáros Kinga          | –    | –    | –    | 4    | 3    | –    |      |      |      |      |      |
| Kiss Eleonóra           | –    | –    | –    | 9    | –    | –    |      |      |      |      |      |
| Kálmán Olga             | 4    | 6    | 5    | 10   | –    | –    |      |      |      |      |      |
| Kaminski Fanny          | –    | 3    | 3    | –    | –    | –    |      |      |      |      |      |
| Veiszer Alinda          | –    | –    | 8    | –    | –    | –    |      |      |      |      |      |
| Rubint Réka             | –    | –    | 10   | –    | –    | –    |      |      |      |      |      |
| Király Mária            | 2    | 2    | –    | –    | –    | –    |      |      |      |      |      |
| Erős Antónia            | 6    | 9    | –    | –    | –    | –    |      |      |      |      |      |
| Mészáros Zsófi          | 7    | 10   | –    | –    | –    | –    |      |      |      |      |      |
| Yvonne Dederick         | 5    | –    | –    | –    | –    | –    |      |      |      |      |      |
| Tóth Marianna           | 9    | –    | –    | –    | –    | –    |      |      |      |      |      |
| Óhidi Zsuzsanna         | 10   | –    | –    | –    | –    | –    |      |      |      |      |      |

### Közélet
| Név                                                    | 2015 | 2016 | 2017 | 2018 | 2019 | 2020 | 2021 | 2022 | 2023 | 2024 | 2025 |
| ------------------------------------------------------ | ---- | ---- | ---- | ---- | ---- | ---- | ---- | ---- | ---- | ---- | ---- |
| Lévai Anikó                                            | 1    | 1    | 1    | 1    | 5    | 6    | n.a. | n.a. | n.a. | 1    | 1    |
| Schmidt Mária                                          | 7    | 5    | 5    | 2    | 2    | 5    | n.a. | n.a. | n.a. | 2    | 2    |
| Pottyondy Edina                                        | –    | –    | –    | –    | –    | –    | n.a. | n.a. | n.a. | 4    | 3    |
| Dúró Dóra                                              | –    | –    | –    | –    | –    | –    | n.a. | n.a. | n.a. | 5    | 4    |
| Baranyi Krisztina                                      | –    | –    | –    | –    | –    | –    | n.a. | n.a. | n.a. | 8    | 5    |
| Kaminski Fanni                                         | –    | –    | –    | –    | –    | –    | n.a. | n.a. | n.a. | 3    | 6    |
| Dobrev Klára                                           | –    | 7    | –    | –    | –    | 7    | n.a. | n.a. | n.a. | 7    | 7    |
| Szentkirályi Alexandra (Szalay-Bobrovniczky Alexandra) | 6    | –    | –    | –    | –    | –    | n.a. | n.a. | n.a. | 11   | 8    |
| Bódis Kriszta                                          | –    | –    | –    | –    | –    | –    | n.a. | n.a. | n.a. | –    | 9    |
| Mager Andrea (Bártfai-Mager Andrea)                    | –    | –    | 6    | 5    | 1    | 4    | n.a. | n.a. | n.a. | 9    | 10   |
| Novák Katalin                                          | –    | –    | –    | 6    | 6    | 1    |      |      |      |      |      |
| Orbán Ráhel                                            | –    | 11   | –    | 4    | 4    | 2    |      |      |      |      |      |
| Varga Judit                                            | –    | –    | –    | –    | 9    | 3    |      |      |      |      |      |
| Tüttő Kata                                             | –    | –    | –    | –    | –    | 8    |      |      |      |      |      |
| Karas Monika                                           | 3    | 3    | 3    | 7    | 7    | 9    |      |      |      |      |      |
| Pardavi Márta                                          | –    | –    | 10   | –    | 8    | 10   |      |      |      |      |      |
| Handó Tünde                                            | –    | 4    | 4    | 3    | 3    | –    |      |      |      |      |      |
| Szemereyné Pataki Klaudia                              | –    | –    | –    | –    | 10   | –    |      |      |      |      |      |
| Hosszú Katinka                                         | –    | –    | 7    | 8    | –    | –    |      |      |      |      |      |
| Szél Bernadett                                         | –    | –    | –    | 9    | –    | –    |      |      |      |      |      |
| Sárosdi Lilla                                          | –    | –    | –    | 10   | –    | –    |      |      |      |      |      |
| Szemerkényi Réka                                       | 2    | 2    | 2    | –    | –    | –    |      |      |      |      |      |
| Orosz Anna                                             | –    | –    | 8    | –    | –    | –    |      |      |      |      |      |
| Kapronczay Stefánia                                    | –    | –    | 9    | –    | –    | –    |      |      |      |      |      |
| Németh Lászlóné                                        | 8    | 6    | –    | –    | –    | –    |      |      |      |      |      |
| L. Ritók Nóra                                          | –    | 8    | –    | –    | –    | –    |      |      |      |      |      |
| Móra Veronika                                          | 10   | 9    | –    | –    | –    | –    |      |      |      |      |      |
| Sándor Mária                                           | –    | 10   | –    | –    | –    | –    |      |      |      |      |      |
| Vida Ildikó                                            | 4    | –    | –    | –    | –    | –    |      |      |      |      |      |
| Geréb Ágnes                                            | 5    | –    | –    | –    | –    | –    |      |      |      |      |      |
| Ámon Ada                                               | 9    | –    | –    | –    | –    | –    |      |      |      |      |      |

### Kultúra
| Név                       | 2015 | 2016 | 2017 | 2018 | 2019 | 2020 | 2021 | 2022 | 2023 | 2024 | 2025 |
| ------------------------- | ---- | ---- | ---- | ---- | ---- | ---- | ---- | ---- | ---- | ---- | ---- |
| Kolosi Beáta              | –    | –    | –    | 2    | 2    | 1    | n.a. | n.a. | n.a. | n.a. | 1    |
| Udvaros Dorottya          | –    | –    | –    | –    | –    | –    | –    | –    | –    | –    | 2    |
| Ráskó Eszter              | –    | –    | –    | –    | –    | –    | n.a. | n.a. | n.a. | 3    | 3    |
| Rozgonyi-Kulcsár Viktória | –    | –    | –    | –    | –    | –    | n.a. | n.a. | n.a. | n.a. | 4    |
| Petrányi Viktória         | –    | –    | –    | –    | –    | –    | n.a. | n.a. | n.a. | n.a. | 5    |
| Oszkó-Jakab Natália       | –    | –    | –    | –    | –    | –    | n.a. | n.a. | n.a. | –    | 6    |
| Kováts Adél               | –    | –    | –    | 8    | 6    | 3    | n.a. | n.a. | n.a. | n.a. | 7    |
| Szabados Ági              | –    | –    | –    | –    | –    | –    | –    | –    | –    | –    | 8    |
| Orvos-Tóth Noémi          | –    | –    | –    | –    | –    | –    | n.a. | n.a. | n.a. | n.a. | 9    |
| Erdődy Orsolya            | –    | –    | –    | –    | –    | –    | n.a. | n.a. | n.a. | n.a. | 10   |
| Spengler Katalin          | –    | 7    | 2    | 3    | 3    | 2    |      |      |      |      |      |
| Fabényi Julia             | –    | 3    | 8    | 6    | 5    | 4    |      |      |      |      |      |
| Virág Judit               | 7    | 4    | 6    | 4    | 4    | 5    |      |      |      |      |      |
| Enyedi Ildikó             | –    | –    | –    | 5    | 9    | 6    |      |      |      |      |      |
| Maurer Dóra               | –    | –    | –    | 7    | 8    | 7    |      |      |      |      |      |
| Eszenyi Enikő             | 1    | 1    | 3    | 9    | 7    | 8    |      |      |      |      |      |
| Mécs Mónika               | –    | –    | –    | –    | –    | 9    |      |      |      |      |      |
| Keserű Ilona              | –    | –    | –    | –    | 10   | 10   |      |      |      |      |      |
| Havas Ágnes               | 2    | 2    | 1    | 1    | 1    | –    |      |      |      |      |      |
| Csanádi Judit             | –    | –    | –    | 10   | –    | –    |      |      |      |      |      |
| Törőcsik Mari             | 6    | 6    | 4    | –    | –    | –    |      |      |      |      |      |
| Marton Éva                | –    | –    | 5    | –    | –    | –    |      |      |      |      |      |
| Dávid Anna                | –    | –    | 7    | –    | –    | –    |      |      |      |      |      |
| Pataki Ági                | 9    | 9    | 9    | –    | –    | –    |      |      |      |      |      |
| Rosta Mária               | 10   | 6    | 10   | –    | –    | –    |      |      |      |      |      |
| Vigh Andrea               | 3    | 5    | –    | –    | –    | –    |      |      |      |      |      |
| Ráckevei Anna             | –    | 8    | –    | –    | –    | –    |      |      |      |      |      |
| Jókai Anna                | 8    | 10   | –    | –    | –    | –    |      |      |      |      |      |
| Bende Zsuzsa              | 4    | –    | –    | –    | –    | –    |      |      |      |      |      |
| Zimányi Zsófia            | 5    | –    | –    | –    | –    | –    |      |      |      |      |      |
| Divinyi Réka              | 10   | –    | –    | –    | –    | –    |      |      |      |      |      |

## Állócsillagok
(akik minden évben szerepeltek a listán)
| Név                | 2015 | 2016 | 2017 | 2018 | 2019 | 2020 | 2021 | 2022 | 2023 | 2024 | 2025 |
| ------------------ | ---- | ---- | ---- | ---- | ---- | ---- | ---- | ---- | ---- | ---- | ---- |
| Vidus Gabriella    | 1    | 1    | 1    | 1    | 1    | 1    | n.a. | n.a. | n.a. | 1    | 1    |
| Lévai Anikó        | 1    | 1    | 1    | 1    | 5    | 6    | n.a. | n.a. | n.a. | 1    | 1    |
| Hegedűs Éva        | 10   | 6    | 3    | 2    | 1    | 1    | n.a. | n.a. | n.a. | 1    | 1    |
| Schmidt Mária      | 7    | 5    | 5    | 2    | 2    | 5    | n.a. | n.a. | n.a. | 2    | 2    |
| Balogh Gabriella   | 1    | 1    | 11   | 8    | 8    | 9    | n.a. | n.a. | n.a. | 2    | 2    |
| Fábián Ágnes       | 3    | 7    | 2    | 3    | 7    | 6    | n.a. | n.a. | n.a. | n.a. | 14   |
| Heiszler Gabriella | 19   | 9    | 4    | 4    | 4    | 3    | n.a. | n.a. | n.a. | n.a. | 7    |
| Czakó Borbála      | 17   | 15   | 17   | 15   | 9    | 11   | n.a. | n.a. | n.a. | n.a. | 4    |